# 藤崎照彦
藤崎 照彦（ふじさき てるひこ、1943年10月3日 - ）は、日本の男性声優、ナレーター。所属事務所はキャラ。北海道出身。

## 人物
関西声優界で、古株の声優。安定感の引き出しのある語り口が特徴。かつては役者として活動したことがあった。

## 略歴
- 1965年（昭和40年）：松竹芸能に入所し、役者として活動する[1]。
- 1972年（昭和47年）：独立し、オフィスQを設立する[注 1]。これを機にナレーターへ転向する[1]。

## 出演作品

### ナレーション
- 極上の散歩道（よみうりテレビ）
- ちちんぷいぷい（MBS）
- 私たちと大阪市会（テレビ大阪）
- わたしたちの大阪（NHK大阪放送局）

### CM
すべてナレーションのみ。関西ローカルのものが多い。

#### テレビ
- がまかつ
- 京阪電鉄
- 全日空
- 藤商事
- 宇治森徳 - 「かおりちゃん 生ローヤルゼリー純(PURE)」（1990年）
- 山中大仏堂 - 企業CM（1991年）
- 住之江競艇場 - 企業CM（1991年）

#### ラジオ
- 松下電器 - 「ナショナル洗濯機うず潮」（1970年）
- 松下電工 - 「ナショナルホーム大工セット」（1972年）

### ビデオプロモーション
- 川崎重工業
- 塩野義製薬

### ゲーム
- THE外科医（PS2）